# ناحیه دیوندیوش
ناحیهٔ دْیوندْیوش (به مجاری: Gyöngyösi járás) یک ناحیه در مجارستان است که در هِوِش واقع شده‌است. ناحیهٔ دیوندیوش ۷۵۰٫۷۸ کیلومتر مربع مساحت و ۷۳٬۸۳۴ نفر جمعیت دارد.